# Salto da Divisa
Salto da Divisa este un oraș în Minas Gerais (MG), Brazilia.